# بایانتس (زاوخان)
بایانتس (به لاتین: Bayantes) یک منطقهٔ مسکونی در مغولستان است که در استان زوخان واقع شده‌است.